# Palacio Salvetti
El Palacio Salvetti es un edificio histórico situado en el centro de la ciudad de Alicante (España), en la calle Castaños. Construido en 1887 por el arquitecto Víctor Pérez para la familia del cónsul italiano Arturo Salvetti, es considerado una joya de la arquitectura burguesa del siglo XIX en la ciudad.

## Historia
El palacio fue edificado en 1887 por encargo de Arturo Salvetti, cónsul de Italia en Alicante, perteneciente a la burguesía acomodada de la ciudad. La construcción se concibió como un palacete independiente que destacara entre las edificaciones de la época, reflejando el esplendor de la familia Salvetti y su herencia florentina.
A lo largo del siglo XX, el edificio tuvo diversos usos, incluyendo sede del PSOE y tienda de moda. En el siglo XXI, fue adquirido en mal estado y restaurado para convertirse en un apartahotel boutique de lujo, respetando su valor patrimonial y adaptándolo a las necesidades contemporáneas.

## Arquitectura
El edificio presenta una fachada principal organizada con cinco huecos por planta, destacando el cuerpo central con un discreto almohadillado y un balcón de mayores dimensiones con un mirador acristalado metálico. Dos miradores adicionales, posiblemente añadidos posteriormente, se sitúan en la esquina de la última planta. La imagen global es de austero eclecticismo próximo al gusto académico.
El acceso principal se realiza a través de una gran puerta de madera tallada con ornamentación metálica. En el interior, destacan estancias como el Salón de Baile, decorado al estilo Luis XVI con suelos de mármol blanco y negro y techos cubiertos por lienzos del pintor Joaquín Agrasot. Otra estancia emblemática es la Sala de Armas, que albergaba armas de hasta el siglo III a. C. Tras una estancia del rey Alfonso XIII, las paredes de esta sala fueron cubiertas con flores de lis como agradecimiento. También se encontraba un Salón Árabe, destinado a fumar, decorado con placas de escayola policromadas al estilo de la Alhambra, y una capilla en la segunda planta con altar barroco revestido en pan de oro.

## Uso actual
En la actualidad, el Palacio Salvetti alberga un apartahotel boutique con diez suites, donde se combinan elementos históricos y contemporáneos. Cada suite lleva el nombre de miembros de la familia Salvetti o de sus socios comerciales, como Laussat, Harmsen, Tagnoni, Agrasot, Prussian Blue y 1887, en honor al año de construcción del palacio.